# Schistosoma intercalatum
Espèce
Schistosoma intercalatum est une espèce de vers plats parasites, appartenant à l’embranchement des Plathelminthes (vers plats non segmentés), à la classe des Trématodes (appareil digestif avec cæcum), à l’ordre des Strigeatida (ventouses ventrale et buccale), à la famille des schistosomatidés (cercaires libres) et enfin au genre Schistosoma, car l’hôte définitif est un mammifère.
Il est responsable de la bilharziose, sous sa forme rectale et génitale.

## Systématique
L'espèce Schistosoma intercalatum a été décrite en 1934 par le biologiste A. C. Fisher (d) travaillant alors dans le Baptist Missionary Society Hospital à Yakusu (d) (république du Congo).

## Définition
Schistosoma intercalatum est un petit schistosome parasite strict de l'homme dont les femelles pondent leurs œufs dans les plexus veineux entourant l'ampoule rectale et la portion terminale du sigmoïde, déterminant la « bilharziose recto-sigmoïdienne africaine ».

## Distribution géographique et importance
Schistosoma intercalatum était, en 1980, localisé en Afrique (République Démocratique du Congo, Gabon, Congo, Cameroun, République Centrafricaine, Angola). Ver très proche de Schistosoma haematobium (et de Schistosoma bovis), il représente probablement l'adaptation à l'homme d'un parasite du bétail (Schistosoma bovis ou Schistosoma mathei) apparue au centre de cette zone et en voie d'extension. Il tire son importance de la sévérité des lésions recto-sigmoïdiennes en liaison avec une adaptation parasitaire à l'homme encore récente.

## Biologie
Les femelles gravides pondent leurs œufs dans les veinules périrectales ou périsigmoïdiennes. Ces œufs, plus longs (190 à 200 micromètres) que l'œuf de Schistosoma haematobium, ont comme lui un éperon terminal. Leur taille, leur forme losangique et les caractères du miracidium permettent de les reconnaître. Ils traversent la paroi rectale et tombent dans la lumière intestinale puis sont éliminés avec les selles. Leur cycle est similaire à celui de Schistosoma mansoni mais l'hôte intermédiaire est, comme pour Schistosoma haematobium, un bulin, ici du groupe appelé naguère Physopsis.

## Clinique
Le tableau clinique est dominé par une rectite sévère et ses diverses complications.
La période d'infestation est muette, la période d'invasion encore mal élucidée.
La période d'état présente un tableau rappelant celui de Schistosoma mansoni mais à la fois plus sévère et plus localisé : douleurs rectales pénibles et épreintes (envies douloureuses d'aller à selles) accompagnent une diarrhée muco-sanguinolente tenace. La rectoscopie, difficilement supportée, montre une paroi inflammatoire granulomateuse, semée d'excroissances polypoïdes saignant facilement ou même des lésions pseudo-tumorales remontant vers le sigmoïde.

## Diagnostic
Au laboratoire, selles ou biopsies rectales permettent de retrouver les œufs caractéristiques.

## Traitement (1980)
On donnera du nitrothiamidazole per os à raison de 25 mg/kg/jour pendant 5 à 7 jours.